# Tu-414
Tupolew Tu-414 – projektowana przez rosyjskie biuro konstrukcyjne Tupolew wersja rozwojowa regionalnego samolotu pasażerskiego Tu-324. Samolot miał być większą i bardziej zaawansowaną konstrukcją, przeznaczoną do obsługi lotów regionalnych i średniego zasięgu. Głównym celem było zastąpienie starszych modeli takich jak Tu-134 oraz Yak-40, a także konkurowanie z nowoczesnymi maszynami zachodnimi.

## Historia
Projekt Tu-414 powstał jako rozwinięcie koncepcji Tu-324, który był zaprojektowany z myślą o przewozie 30–50 pasażerów. Tupolew przewidywał, że istnieje zapotrzebowanie na samolot o większej pojemności i lepszych osiągach, który mógłby przewozić od 70 do 100 pasażerów. Opracowanie Tu-414 miało stanowić krok naprzód w modernizacji rosyjskiego przemysłu lotniczego i zapełnić lukę między małymi samolotami regionalnymi a większymi maszynami średniego zasięgu.
Projekt Tu-414 spotkał się jednak z ograniczonym zainteresowaniem zarówno w kraju, jak i za granicą. W latach 2010. United Aircraft Corporation (UAC), konsolidująca rosyjski przemysł lotniczy, zdecydowała się skoncentrować swoje zasoby na bardziej zaawansowanych projektach, takich jak Suchoj Superjet 100 czy Irkut MC-21, co skutecznie wstrzymało rozwój Tu-414.

## Konstrukcja
Podobnie jak Tu-324, Tu-414 miał być wyposażony w nowoczesne rozwiązania techniczne, które zapewniałyby wysoką wydajność, komfort pasażerów oraz zdolność operowania z mniej rozwiniętych lotnisk.